# Castello di Leida

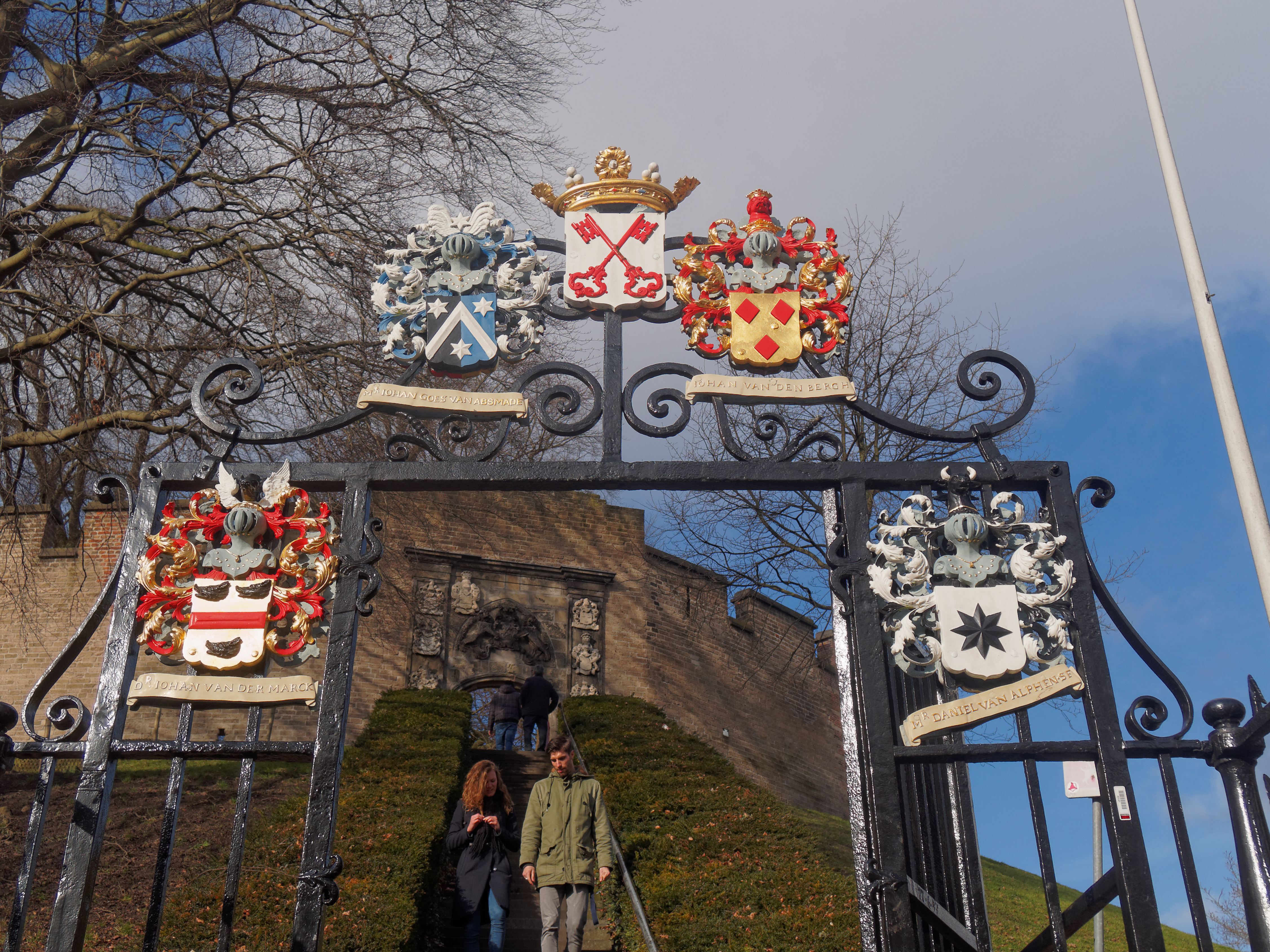
Ingresso del castello

Il castello di Leida (in olandese Burcht van Leiden) è uno storico edificio della città olandese di Leida, nella provincia dell'Olanda Meridionale: eretto probabilmente tra l'XI e il XII secolo, è una delle più antiche fortezze esistenti nel Paese.

## Storia
La prima struttura difensiva realizzata in loco fu probalbiment una collinetta eretta tra il IX e il X secolo che venne poi più volte rialzata nel corso dell'XI secolo fino a raggiungere l'altezza di 9 metri.  La collinetta era stata eretta a protezione dei due bracci del fiume Reno.
La fortficazione assunse un'importanza strategica dopo il 1047, quando vennero distrutti dalle truppe tedesche i castelli di Vlaardigen e di Rijnburg. In seguito, per volere di Dirk VI, la collinetta venne dotata intorno al 1050 di una fortificazione e di una torre in legno.
Non ci sono datazioni certe riguardanti la costruzione della fortezza in muratura, della cui esistenza si hanno notizie sin dal 1202-1203, quando venne menzionato un certo Jacob come conte del castello.
Il castello di Leida assunse divenne, tra l'altro, un punto di riferimento per le navi di passaggio tra nord e sud e tra est ed ovest e fu anche utilizzato come dogana.
La struttura venne attaccata nel corso del XIII secolo, senza subire gravi danni.  Il castello, che non fu mai abitato, perse la sua importanza strategica nel XIV secolo.
Nel 1641 l'edificio venne acquistato dal comune di Leida per la cifra di 70.000 fiorini. In seguito, intorno al 1650-1660, venne realizzato su progetto di Pieter Post un nuovo punto di accesso nella parte meridionale del castello.
Sempre nel corso del XVII secolo, venne riempito il fossato attorno al castello mentre, nel corso del secolo successivo, venne realizzato attorno alla fortezza un giardino.
Nel 1923 vennero effettuati degli scavi archeologici attorno al castello, che venne dichiarato un rijksmonument nel 1968.  Opere di restauro della struttura vennero intraprese nel el 1997 e nel 2010.

## Architettura
Il castello di Leida su erge su una collinetta dell'altezza di circa 12 metri  e del diametro di 35 metri  situata lungo la Burgsteeg, nelle immediate vicinanze del municipio di Leida e della chiesa di San Pietro.
L'ingresso al castello è costituito da una cancellata in ferro battuto che reca degli stemmi araldici.